# 武神 (テレビドラマ)
武神（ぶしん ハングル：무신）は2012年に放送された韓国MBCのテレビドラマ。

## 概要
このドラマは高麗王朝中期、武臣政権時代を舞台に奴婢から武臣になり権力を掌握した金俊（キム・ジュン、ハングル版）を主人公にした作品。また仏教経典の総称、大蔵経製作から千年を記念して製作した作品でもある。2003年から2004年に放送された「武人時代」の続編とも言えるドラマで「武人時代」の第156話「僧侶の反乱」から描かれている。実在人物である金俊をキム・ジュヒョクが演じた。脚本は『龍の涙』『太祖王建』『野人時代』のイ・ファンギョン。

## 出演
- キム・ジュン：キム・ジュヒョク
- チェ・ソンイ：キム・ギュリ
- チェ・ウ：チョン・ボソク
- チェ・ヤンベク：パク・サンミン
- ウォラ／アンシム（二役）：ホン・アルム
- チェ・チュンホン：チュ・ヒョン
- チェ・ヒャン：チョン・ソンモ
- キム・ヤクソン：イ・ジュヒョン
- イェク：チョン・フンチェ
- 萬全(マンジョン)、チェ・ハン：ペク・トビン

## スタッフ
- 脚本：イ・ファンギョン
- 演出：キム・ジンミン

## 韓国国外での放送
日本での放送は日本語字幕版がKNTVから開始され、2013年6月25日から同年9月11日まで、日本語吹き替え版がテレビ東京で毎週月曜日から金曜日までの朝8時25分から9時21分にかけて放送された。全56話。
吹き替えを担当した声優は以下の通り:
- キム・ジュン：キム・ジュヒョク（吹替・丹沢晃之）
- チェ・ソンイ：キム・ギュリ（吹替・本名陽子）
- チェ・ウ：チョン・ボソク（吹替・永田昌康）
- チェ・ヤンベク：パク・サンミン（吹替・里卓哉）
- ウォラ/アンシム（二役）：ホン・アルム（吹替・川澄綾子）

※武神 公式サイトより。

## 注
1. ↑  のち2013年10月17日から2014年1月9日まで（予定）日本語字幕版がBSジャパンで毎週月曜日から金曜日までの昼13時から14時にかけて放送。
2. ↑  武神 公式サイト